# Brunnbach (München)
Der Brunnbach ist ein etwa drei Kilometer langer Bach im Münchner Stadtbezirk Bogenhausen und ein rechter Zufluss der Isar.

## Verlauf

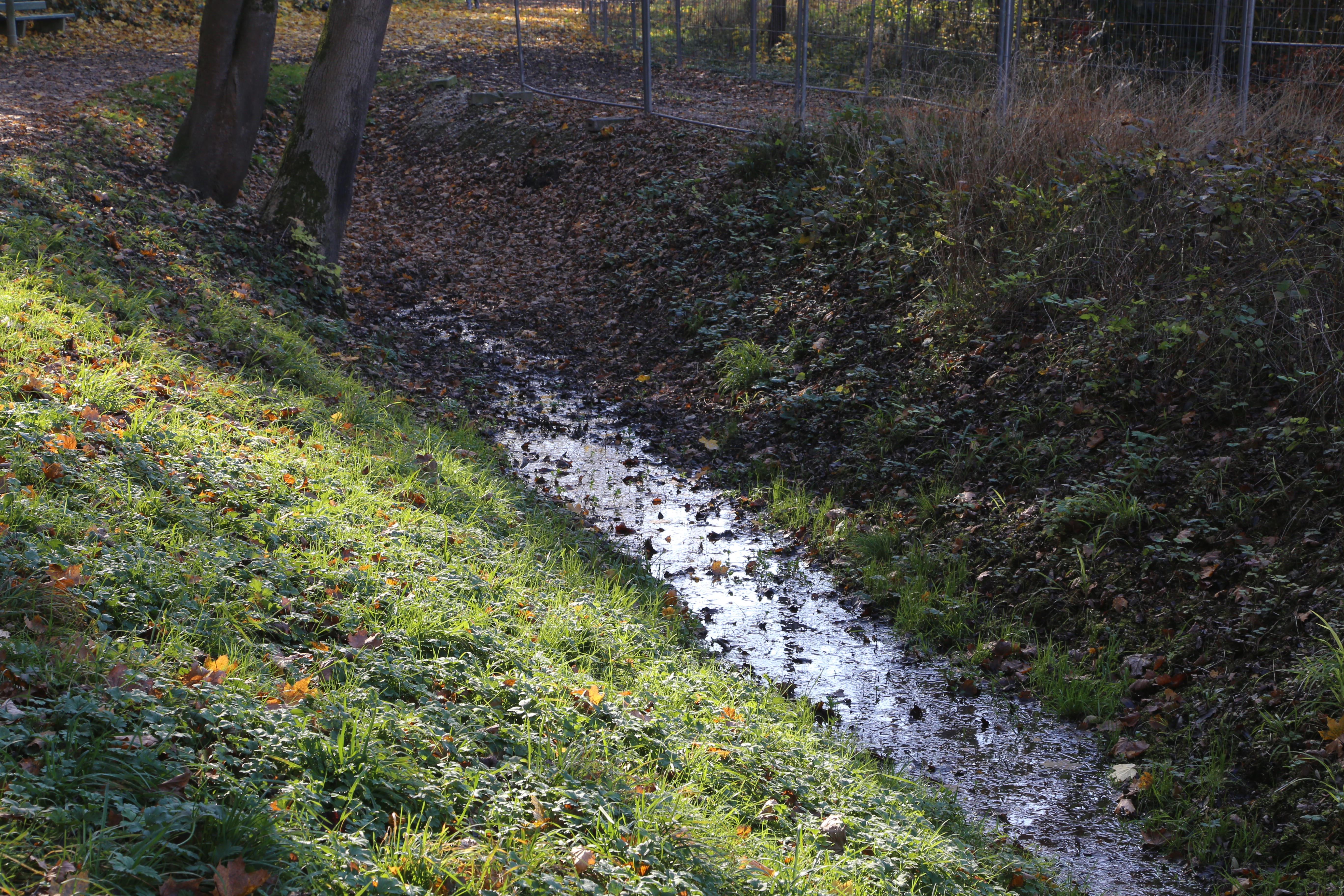
Quelle

Der heutige Brunnbach hat seine Quellen am Isarhochufer in der Grünanlage an der Adalbert-Stifter-Straße im ehemaligen Montgelas-Garten im heutigen Herzogpark. Im Anfang des Bachlaufs werden mehrere Privatgrundstücke durchquert, auf denen der Bach teilweise in Rohre gefasst ist. Es folgt eine öffentliche Grünfläche an der Brunnbachleite. Hinter dem 2010 geschlossenen Wirtshaus im Grüntal verläuft der Bach durch Privatgrundstücke, anschließend folgt er in gerader Linie dem Mittlere-Isar-Kanal, fließt durch das Gelände von St. Emmeram und wird nach etwa 500 Metern in einem Düker unter dem Mittleren-Isar-Kanal hindurchgeführt. 
Auf der dortigen Oberföhringer Isarinsel versorgt er mittels einer Pumpstation im denkmalgeschützten ehemaligen Oberföhringer Floßwärterhäuschen einen Teich.  Der Großteil seines Wassers tritt nördlich der St.-Emmeram-Brücke aus einem als Brunnen gestalteten steinernen Maul wieder an die Oberfläche und mündet in zwei Armen in die Isar.

## Geschichte
Bis zum Ende des 19. Jahrhunderts begann der Brunnbach bei Bad Brunnthal im unteren Bogenhausen und mündete wie heute hinter St. Emmeram in die Isar. Im Grüntal und in St. Emmeram wurden vom 10. bis zum 19. Jahrhundert nachweislich vier Mühlen mit dem Wasser des Brunnbachs betrieben.
Mit der Bebauung des Herzogparks wurde der Brunnbach nördlich der Montgelasstraße zugeschüttet. Der ehemalige Oberlauf des Brunnbachs in den Maximiliansanlagen ist heute ein eigener Bach und trägt den Namen Brunnthaler Quellbach oder Quellenbach. Er mündet an der Steinbacherstraße in den zweigeteilten kleinen Steinbacher Teich, von dem ein unterirdischer Ablauf südlich der Max-Joseph-Brücke in die Isar führt.
Das Wasser galt aufgrund seiner Reinheit als Heilwasser. Brunnthal wurde daher bereits im 17. Jahrhundert ein bekanntes Heilbad, dessen Betrieb erst 1914 eingestellt wurde. Noch heute haben die Quellen des Brunnbachs Trinkwasserqualität.
Im Zuge der Offenlegung der Münchner Stadtbäche wurde in den 1990er Jahren auch eine Renaturierung des Brunnbachs diskutiert. Erst über 10 Jahre später wurde der Abschnitt von der Abaco- zur Opitzstraße in ein neues Bachbett verlegt und befindet sich dort jetzt innerhalb der städtischen Grünanlage.
Der Brunnbach diente Thomas Mann als Vorbild für den Bach in seiner Erzählung Herr und Hund.